# Drosophila maemae
Drosophila maemae este o specie de muște din genul Drosophila, familia Drosophilidae, descrisă de Kam și Perreira în anul 2003. Conform Catalogue of Life specia Drosophila maemae nu are subspecii cunoscute.